# Бойл (округ)
Бойл (англ. Boyle County) — округ в штате Кентукки, США. Официально образован в 1842 году. По состоянию на 2010 год, численность населения составляла 28 432 человек.

## География
По данным Бюро переписи США, общая площадь округа равняется 473,970 км2, из которых 466,200 км2 суша и 6,475 км2 или 1,400 % это водоёмы.

## Население
По данным переписи населения 2000 года в округе проживает 27 697 жителей в составе 10 574 домашних хозяйств и 7 348 семей. Плотность населения составляет 59,00 человек на км2. На территории округа насчитывается 11 418 жилых строений, при плотности застройки около 24,00-х строений на км2. Расовый состав населения: белые — 87,77 %, афроамериканцы — 9,68 %, коренные американцы (индейцы) — 0,19 %, азиаты — 0,56 %, гавайцы — 0,03 %, представители других рас — 0,65 %, представители двух или более рас — 1,12 %. Испаноязычные составляли 1,44 % населения независимо от расы.
В составе 31,00 % из общего числа домашних хозяйств проживают дети в возрасте до 18 лет, 53,70 % домашних хозяйств представляют собой супружеские пары проживающие вместе, 12,50 % домашних хозяйств представляют собой одиноких женщин без супруга, 30,50 % домашних хозяйств не имеют отношения к семьям, 27,10 % домашних хозяйств состоят из одного человека, 12,10 % домашних хозяйств состоят из престарелых (65 лет и старше), проживающих в одиночестве. Средний размер домашнего хозяйства составляет 2,38 человека, и средний размер семьи 2,87 человека.
Возрастной состав округа: 0,00 % моложе 18 лет, 0,00 % от 18 до 24, 0,00 % от 25 до 44, 0,00 % от 45 до 64 и 0,00 % от 65 и старше. Средний возраст жителя округа 37 лет. На каждые 100 женщин приходится 98,30 мужчин. На каждые 100 женщин старше 18 лет приходится 96,00 мужчин.
Средний доход на домохозяйство в округе составлял 35 241 USD, на семью — 42 699 USD. Среднестатистический заработок мужчины был 33 411 USD против 23 635 USD для женщины. Доход на душу населения составлял 18 288 USD. Около 9,10 % семей и 11,90 % общего населения находились ниже черты бедности, в том числе — 15,80 % молодёжи (тех, кому ещё не исполнилось 18 лет) и 12,10 % тех, кому было уже больше 65 лет.